# Deutz D 4005
Der Deutz D 4005 ist ein Traktor, der von Klöckner-Humboldt-Deutz zwischen 1965 und 1967 in Köln hergestellt wurde. Er gehört zur D-05-Reihe und ist eine Weiterentwicklung des D 40. Neben der Normalversion verkaufte Deutz den Traktor auch als Schmalspurmodell D 4005 P (P = Plantage). Insgesamt liefen rund 12.000 Exemplare von diesem beliebten Mittelklassetraktor vom Band.

## Technik und Modellgeschichte
Der D 4005 hat einen luftgekühlten Dreizylinder-Viertakt-Reihenmotor des Typs F3L812S mit Wirbelkammereinspritzung. Im Gegensatz zu seinem Vorgänger, der mit einem radialen Schwungradgebläse ausgestattet war, verfügt der D 4005 über ein viel leiseres Axialgebläse und zudem besitzt der Motor aufgrund des Massenausgleichs eine hohe Laufruhe. Die Leistung beträgt 35 PS, die Höchstgeschwindigkeit liegt bei 25,5 km/h. Die Geschwindigkeit lässt sich zwischen 2 km/h im Ackergang und der Höchstgeschwindigkeit variieren.
Das Schubrad-Bolzen-Getriebe vom Typ TW 35.1 des D 4005 hat acht Vorwärts- und zwei Rückwärtsgänge. Zusätzlich zur Trommelbremse, die auf die Hinterräder des Schleppers wirkt, kann er auch mithilfe der Getriebebremse zum Stehen gebracht werden. Die Deutz-Transfermatic-Regelhydraulik mit 1425 kg Hubkraft an der Ackerschiene sowie die Motorzapfwelle mit Doppelkupplung waren Standard. Letztere erreicht 540/min. Für den Export war der D 4005 auch mit Getriebezapfwelle erhältlich.
Bei einer Länge von 3430 mm und einer Breite von 1515 mm beträgt das Leergewicht des Schleppers 1780 kg. Die Plantagenausführung hat eine Breite von 1350 mm und ist mit 1775 kg geringfügig leichter als die Normalausführung.
Zu den Besonderheiten des D 4005 gehört ein gefederter Schalensitz mit Auflage, ein Tachometer und ein Beifahrersitz. Im Armaturenbrett hat er zudem eine Ladeanzeigeleuchte und einen Glühanlassschalter.